# Katayamalite
La katayamalite è un minerale.